# Résistance systémique acquise

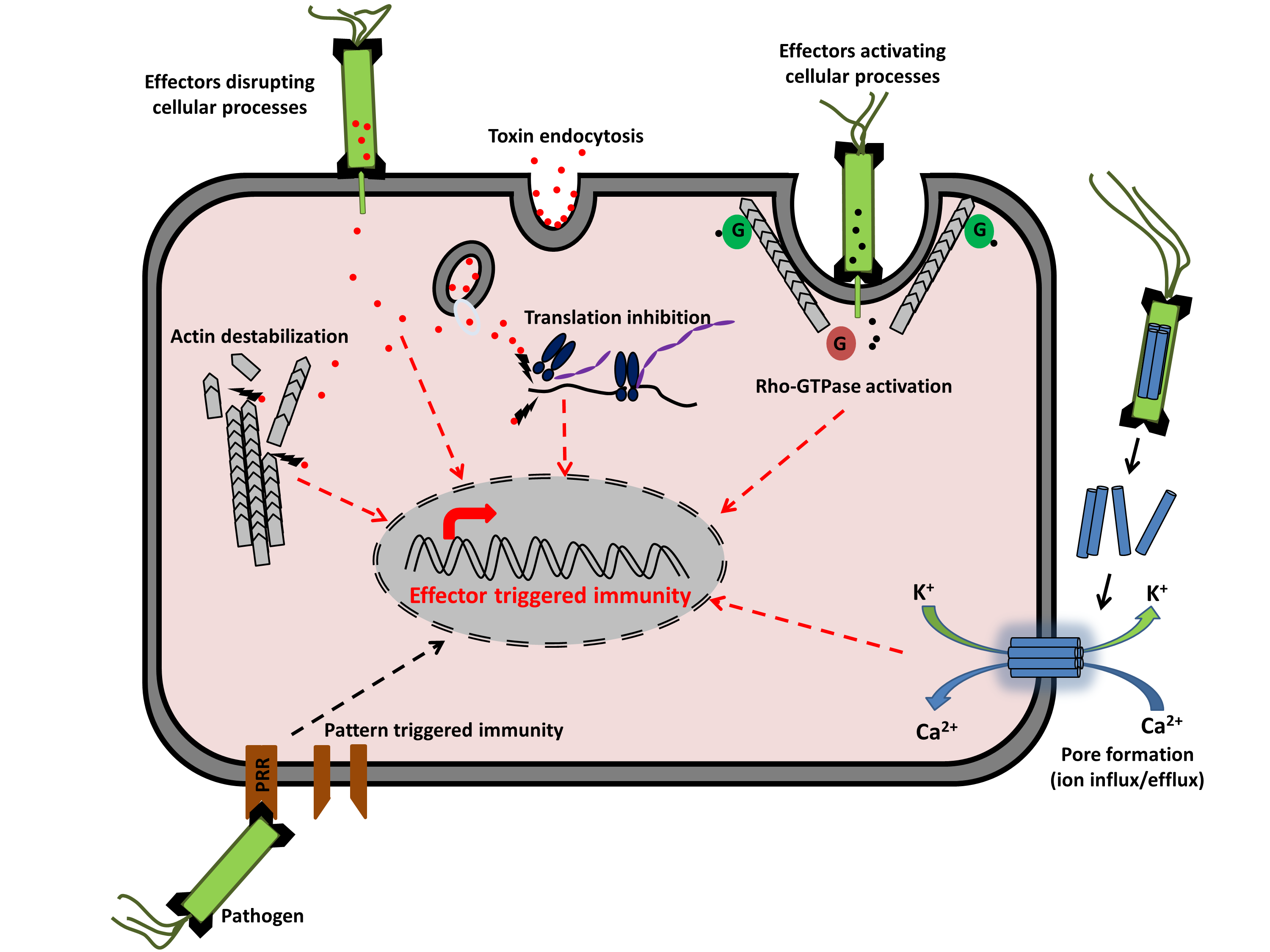
Les plantes n'ont qu'un système immunitaire inné qui repose sur deux niveaux : le premier appelé PTI est une résistance non spécifique (résistance systémique acquise ou résistance systémique induite) induite par les éliciteurs des pathogènes qui activent les PPR et implique une réponse basale qui limite la croissance du pathogène. Le second appelé ETI est une résistance spécifique qui se traduit par une réponse plus forte s'accompagnant le plus souvent d'une mort des cellules végétales par apoptose ou nécrose au niveau du site d'infection (réponse hypersensible).

En pathologie végétale, la résistance systémique acquise (RSA, ou SAR, acronyme de Systemic acquired resistance en anglais) désigne une réponse immunitaire, puissante et généralisée à la plante entière, induite par une infection ou agression localisée par un agent pathogène (bactérie, virus, champignon...). 
La plante est ainsi mieux protégée dans le temps d'une infection ultérieure ; une plante infectée par un pathogène lui sera ensuite plus résistante, mais résistera aussi à d’autres souches du pathogène, voire à des espèces apparentées. Cette résistance des plantes aux maladies est un atout important de sélection adaptative.
La RSA peut également être déclenchée par des molécules chimiques ou des agents non pathogènes, ce qui a conduit à imaginer et tester des traitements de protection des cultures par des « inducteurs » de RSA comme alternative aux traitements à l'aide de pesticides .
Elle est analogue au système immunitaire inné chez les animaux. On a démontré que la résistance systémique acquise chez les plantes et l'immunité innée chez les animaux peuvent être en tout ou partie conservées par l'évolution d'une génération à l'autre. 

## Histoire scientifique

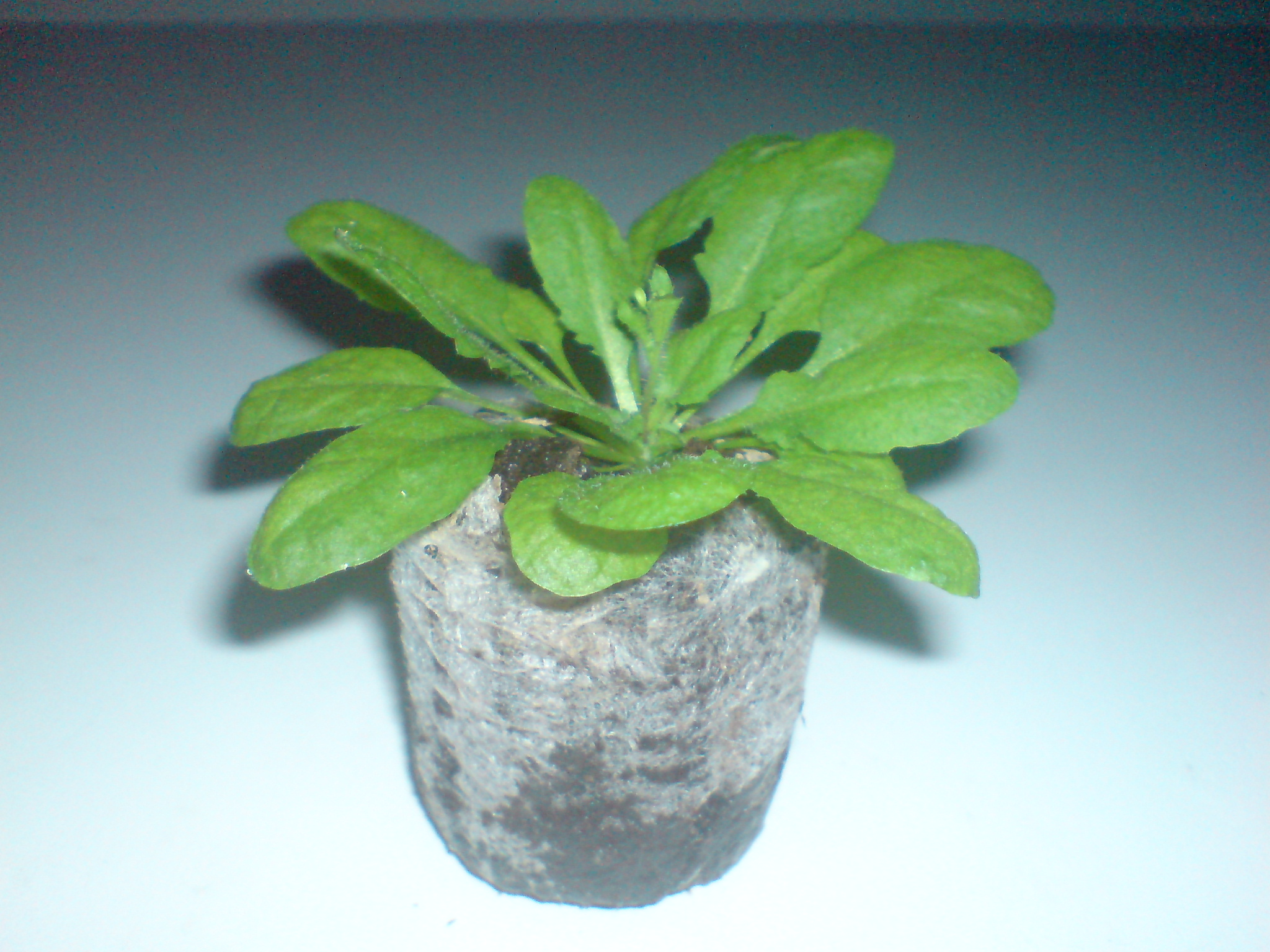
A titre d'exemple, le traitement de certaines feuilles d' Arabidopsis thaliana avec des NHP synthétiques rend des feuilles distantes (non traitées) également plus résistantes à l’infection par des agents pathogènes contre des pathogènes aussi différents que l’ Oomycète Hyalopersonospora arabidopsisdis et le pathogène bactérien Pseudomonas syringae, capable d’infecter une large variété de végétaux (légumes, fruitiers et arbre d’ornement tel que le Marronnier d'Inde)

Ce mécanisme, probablement depuis longtemps pressenti par certains jardiniers et agriculteurs, est un phénomène  bien décrit dans la Nature, scientifiquement documenté dès la fin des années 1930 mais le mécanisme n'en était pas compris.
Avec les progrès de la biologie moléculaire, de premiers récepteurs végétaux de signatures microbiennes conservées ont été identifiés chez le riz (XA21, 1995) et chez Arabidopsis (FLS2, 2000).

## Mécanisme
Cette résistance peut être induite par divers agents pathogènes, en particulier ceux qui causent la nécrose tissulaire, et la résistance observée après induction de la résistance systémique est efficace contre un large spectre d'agents pathogènes, ce qui explique que ce type de résistance est parfois appelée « résistance à large spectre ».
Les plantes n'ont ni globules blancs ni autre cellules immunitaires circulantes connues ; elles utilisent :
- des facteurs solubles (hormones et/ou métabolites...) pouvant circuler via la sève dans toute la plante (ex : parmi les métabolites impliqués figurent l'acide salicylique, le méthyle salicylate, l'acide azélaïque, le glycerol-3-phosphate ou encore le déhydroabiétinal[14],[15],[16]) un acide N-hydroxy-pipécolique (NHP)[17] chez Arabidopsis thaliana. On a aussi montré que la tomate produit aussi un NHP endogène en réponse à un agent pathogène bactérien, et des NHP ont été retrouvés chez des espèces très diverses dans tout le règne végétal ;
- des récepteurs de reconnaissance de motifs, à la surface de la cellule, pour reconnaître les signatures microbiennes conservées. Cette reconnaissance déclenche une réponse immunitaire de type immunité induite par les motifs (PTI) ;
- des récepteurs immunitaires, au sein de la cellule, qui reconnaissent des effecteurs pathogènes très variables (dont protéines de la classe NBS-LRR). Il s'agit d'une immunité induite par les effecteurs (ETI).

Les deux types de déclenchement de l'immunité se renforcent, et l'activation expérimentale par la voie ETI seule s'est avérée inefficace.
Holmes et al. ont récemment identifié  les enzymes d'Arabidopsis thaliana nécessaires à la synthèse du NHP, métabolite induisant le SAR, chez un proche parent du tabac. L'expression locale de ces enzymes dans la feuille de tomate ou un traitement par le NHP de feuille de poivron protège les plantes de l'infection à des sites distants de la plante Chez Arabidopsis le PNH déclenche à lui seul une cascade de réponses immunitaires permettant une résistance à large spectre aux maladies.
La résistance systémique acquise est associée à l'induction d'une large gamme de gènes (liée à la pathogenèse), et  son activation nécessite l'accumulation d'acide salicylique (AS) endogène. Le signal AS induit par le pathogène active une voie de transduction du signal moléculaire qui est identifiée par un gène appelé NIM1, NPR1 ou SAI1 (trois noms pour le même gène) dans le système génétique de la plante-modèle Arabidopsis thaliana.
La résistance systémique acquise a été observée chez de nombreuses plantes à fleurs, y compris des  espèces de dicotylédones  et de monocotylédones. Elle peut être activée chez le maïs, cependant, une substance commerciale largement adaptée comme le Benzothiadiazole peut ne pas être efficace contre P. sorghi, agent de la rouille commune.
Le PNH est dérivé de la lysine. Sa voie de biosynthèse a été associé trois enzymes (protéines) impliqués dans la réponse immunitaire végétale,,,,,).

## Enjeux
La résistance systémique acquise (RSA) est importante pour les plantes elles-mêmes, tant pour la résistance aux maladies que pour la récupération après que ces maladies se sont déclarées. Indirectement elle a une importance pour les réseaux trophiques et les écosystèmes.
Certaines espèces de plantes sauvages montrent des capacités étonnantes de défense contre les maladies, de détection des d’agents pathogènes ou déprédateurs et/ou de signalisation immunitaire et la production d’antimicrobiens. 

Faire passer ces capacités d’une famille de plantes à d’autres, par croisement contrôlé ou par génie génétique a depuis le milieu des années 1980 fait l’objet de nombreuses expériences (transfert de gènes de récepteurs immunitaires végétaux d’une famille de plantes à une autre pour en étendre la capacité « native » de détection d’agents pathogènes). Ceci a conduit à créer des lignées plus résistante à un large spectre de pathogènes, chez des espèces cultivées et domestiquées qui avaient été antérieurement sélectionnées pour d’autres critères et qui n’ont jamais eu ou qui ont perdu cette capacité  lors de la domestication ; 
l’immunité végétale intéresse l’industrie du génie génétique qui cherche, par la transgenèse, à transférer à des espèces cultivées des gènes favorisant la résistance aux phytopathogènes , voire à d’autres facteurs de stress (non biologiques).
Par ce biais en croisant des espèces on espère mieux comprendre et améliorer l'immunité végétale pour l'utilier dans l'agriculture, la sylviculture et le jardinage, par exemple en créant des plantes cultivées produisant du NHP de manière constitutive, ou sous le contrôle d'un système inductible pour renforcer les défenses endogènes, et ainsi améliorer la productivité agricole avec moins de pesticides ; un risque étant toutefois que les phytophathogènes s'adaptent à ces solutions si elles sont intensivement utilisées.
Chez la tomate on a récemment réussi à provoquer l'expression locale et distante de gènes impliqués dans cette immunité (dans les feuilles) - même en l’absence de pathogène - ce qui suggère que le trait de résistance systémique acquise peut être modifié pour améliorer la capacité endogène d'une plante cultivée  à réagir plus rapidement et plus efficacement aux pathogènes.